# Comisión de Construcción Residencial de Texas

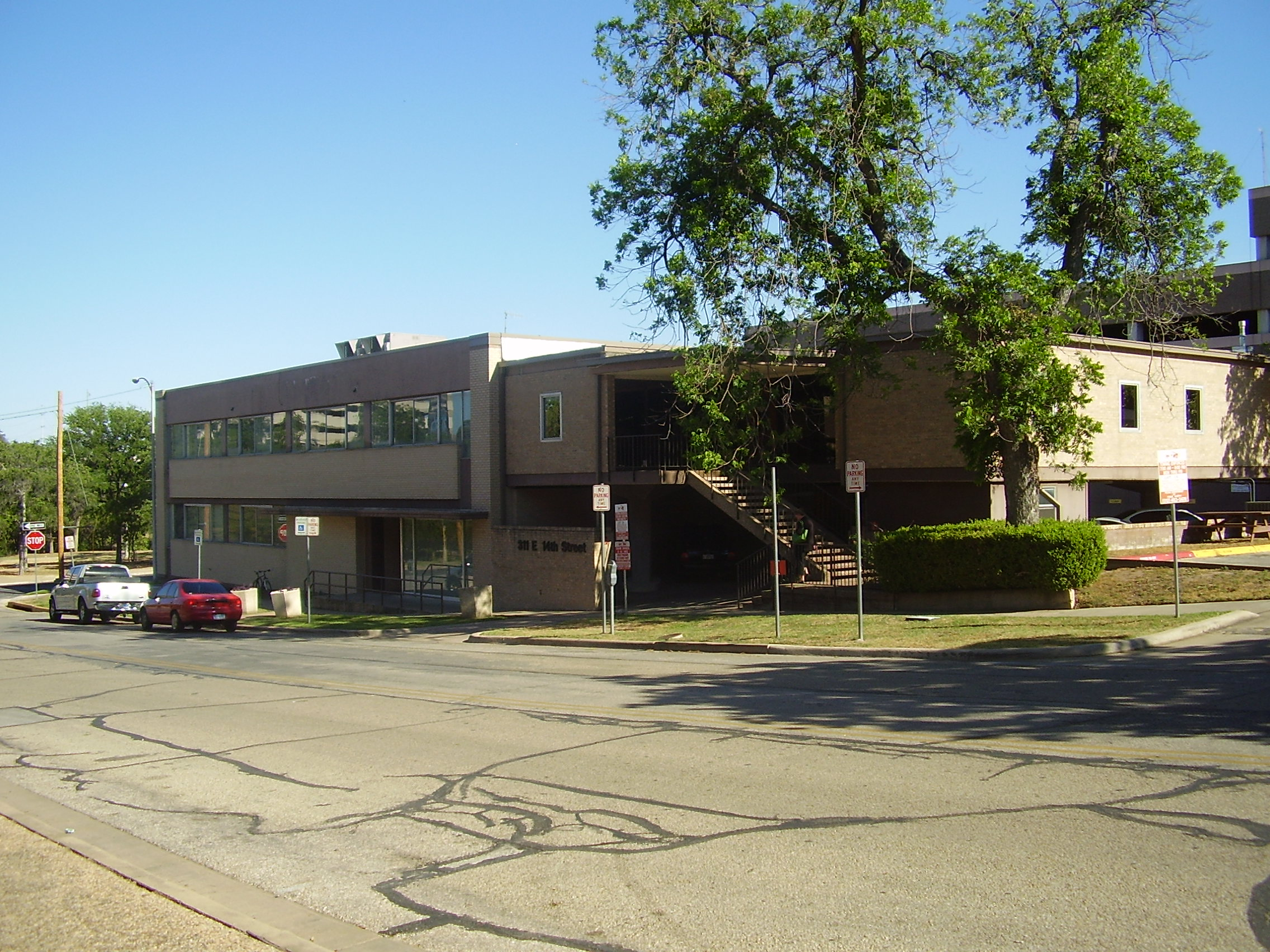
311 East 14th Street, la antigua sede de la comisión

La Comisión de Construcción Residencial de Texas (en inglés: Texas Residential Construction Commission) es una agencia de Texas que supervisa la construcción de las casas en el estado. La agencia tiene su sede en el 311 East 14th Street en Austin.
De no renovarse la legislación en cuanto a su existencia, esta dejaría de existir el 1 de febrero de 2010.